# Labidomera olmeca
Labidomera olmeca là một loài bọ cánh cứng trong họ Chrysomelidae. Loài này được Daccordi & Lesage miêu tả khoa học năm 1999.